# Roger Bonet
Roger Bonet Badia más conocido como Ruxi (Valls, Tarragona, 11 de abril de 1995) es un futbolista español que juega de defensa central. Actualmente se encuentra sin equipo y su último equipo fue Mineros de Zacatecas de la Liga de Expansión MX.

## Trayectoria
Es un defensa central formado en el fútbol base del Club Gimnàstic de Tarragona, en 2014 llegó a formar parte su filial, la Pobla de Mafumet CF en el que jugó durante 3 temporadas alternando la Tercera División con la Segunda División B, salvo media temporada en la UE Olot en el Grupo III de la Segunda División B.
El 9 de noviembre de 2016, llegaría a debutar con el Club Gimnàstic de Tarragona en un encuentro de la Liga Cataluña frente al Club de Futbol Gavà, de la que más tarde sería campeón.
En la temporada 2017-18, es cedido al Club Rápido de Bouzas con el que acabaría en quinta posición del Grupo I en Segunda División B.
En verano de 2018, tras regresar al Club Gimnàstic de Tarragona, rescinde su contrato y firma por la SD Formentera de Tercera División.
En 2019, decide emprender su primera aventura al extranjero y firma por el club islandés del UMF Afturelding. en el que  jugaría durante media temporada.
En enero de 2020, firma por el FC KTP de la Segunda División de Finlandia. En noviembre de 2020, el KTP Kotka logra ascender a la Veikkausliiga, la primera división finlandesa.
El 4 de diciembre de 2020 firma por el AC Oulu de la Veikkausliiga por una temporada con opción a otra.
El 10 de febrero de 2023, firma por el FC Tulsa de la USL Championship, la segunda liga de fútbol estadounidense.

## Clubes
| Club                           | País           | Año       |
| ------------------------------ | -------------- | --------- |
| Pobla de Mafumet CF            | España         | 2014-2016 |
| UE Olot                        | España         | 2016      |
| Pobla de Mafumet CF            | España         | 2016-2017 |
| Club Rápido de Bouzas (cedido) | España         | 2017-2018 |
| SD Formentera                  | España         | 2018-2019 |
| UMF Afturelding                | Islandia       | 2019-2020 |
| FC KTP                         | Finlandia      | 2020      |
| AC Oulu                        | Finlandia      | 2021-2022 |
| FC Tulsa                       | Estados Unidos | 2023-2024 |
| Mineros                        | México         | 2024      |